# Niperotidin
Niperotidin je histaminski antagonist koji je selektivan za H2 receptor. On je bio istraživan kao tretman za prekomernu gastričnu kiselost, ali su istraživanja obustavljena nakon što je ustanovljeno da uzrokuje oštećenje jetre.

## Spoljašnje veze
|  | Molimo Vas, obratite pažnju na važno upozorenje u vezi sa temama iz oblasti medicine (zdravlja). |